# Голеши
Голеши (серб. Голеши / Goleši) — село в общине Баня-Лука Республики Сербской Боснии и Герцеговины. Население составляет 384 человека по переписи 2013 года.

## Население

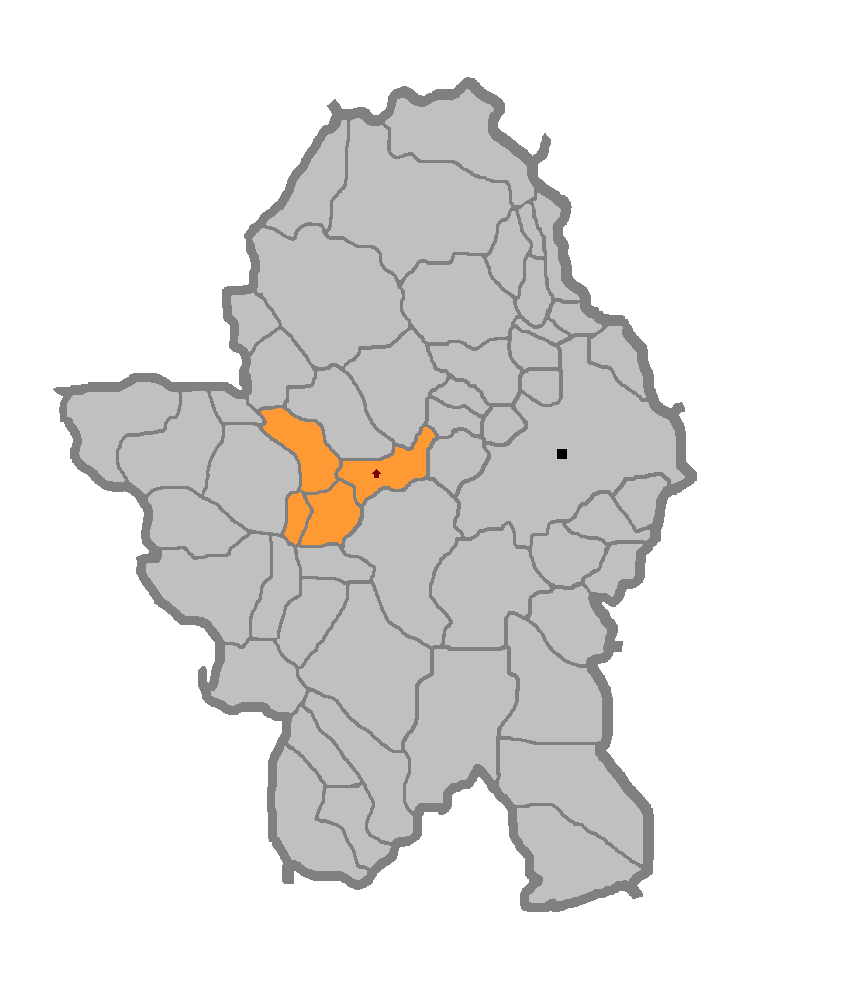
Голеши и их территория на карте общины Баня-Лука

## Известные уроженцы
- Джуро Дамьянович, писатель
- Бошко Джурджевич, актёр[4]